# Эйдлин, Леонид Данилович
Леонид Данилович Эйдлин (2 февраля 1937, Ленинград — 16 февраля 2014, Москва) — советский и российский режиссёр театра и кино, сценарист. Заслуженный деятель искусств Российской Федерации (1998).

## Биография
Леонид Эйдлин родился 2 февраля 1937 года в Ленинграде в еврейской семье. 
В 1959 году окончил Ленинградский технологический институт (сейчас Санкт-Петербургский государственный технологический институт), в 1968 году — режиссёрский факультет ГИТИСа.
Работал режиссёром-постановщиком Саратовского академического театра юного зрителя имени Ю. П. Киселёва. Также ставил спектакли в Москве, в Центральном детском театре и Театре сатиры. Именно в ЦДТ он встретился со своей будущей женой актрисой Ириной Муравьёвой, с которой прожил сорок лет.
Много работал в кинематографе. Был постановщиком фильмов «Ленин в Париже» (1981, совместно с Сергеем Юткевичем), «Эта женщина в окне» (1993) и др. В 2000-е годы в качестве режиссёра снял несколько сериалов («Счастье ты моё…», «Спас под берёзами»).
Последние годы гастролировал с водевилем «Жена-интриганка, или Актёры меж собой» (Д. Сухарев, С. Никитин), который режиссёр поставил специально для Ирины Муравьёвой.
Умер на 78-м году жизни 16 февраля 2014 года в Москве в результате инсульта. Похоронен на Пятницком кладбище (участок № 14).

## Семья
- Жена — актриса Ирина Муравьёва (род. 1949), народная артистка РФ (1994), лауреат Государственной премии СССР (1981).
  - Сын — актёр Даниил Эйдлин (род. 1975), окончил École d’Art de Blois в Блуа (Франция), занимался в актёрской студии в Париже[3].
  - Сын — Евгений Эйдлин (род. 1983), окончил продюсерский факультет ГИТИСа.

Сын от первого брака Сергей Павлов (род. 1965).

## Награды и премии
- Заслуженный деятель искусств Российской Федерации (21 сентября 1998 года) — за заслуги в области искусства[4]

## Фильмография

### Режиссёр
1. 1972 — Сказка о четырёх близнецах (фильм-спектакль)
2. 1975 — Чинчрака (фильм-спектакль)
3. 1976 — Пощёчина (фильм-спектакль)
4. 1978 — Сибириада (режиссёр-сопостановщик фильма Андрея Кончаловского
5. 1979 — Коньки. Воспоминания о школе (фильм-спектакль)
6. 1981 — Ленин в Париже
7. 1993 — Эта женщина в окне
8. 1999 — С новым счастьем!
9. 2001 — С новым счастьем! 2. Поцелуй на морозе
10. 2003 — Спас под берёзами
11. 2005 — Счастье ты моё

### Сценарист
- 1972 — Сказка о четырёх близнецах (фильм-спектакль)
- 2001 — С новым счастьем! 2. Поцелуй на морозе

### Документальное кино
- 2007 — Фома. Поцелуй через стекло
- 2009 — Ирина Муравьёва. Самая обаятельная и привлекательная (режиссёр)